# STELLAR
Stellar（ステラ、朝: 스텔라）は、2011年にデビューした韓国の女性アイドルグループ。The Entertainment Pascal所属。デビュー当初は神話のエリックがプロデュースを務めていたことなどで注目を集めた。
2011年8月14日に1stシングル「Rocket Girl」でデビューした後、STELLARはメンバーの変更を経て2012年2月には2ndシングル「UFO」をリリースした。
2013年には音楽チーム「MonoTree」の制作の元で新曲「Study」をリリースし、ガオンチャートのデジタル部門でTop100に入るなど一定の成功を収めた。続く2014年2月にリリースされたシングル「Marionette」のMVでは、その過度に露出の多い衣装が物議を醸したが、それが引き金となってガオンデジタルチャートでは最高で35位を記録するなど、一躍知名度を高めた。このMVで見せたセクシー路線の方向性は、後にリリースされた「Vibrato」や「Sting」などにも引き継がれた。
その後メンバーの変遷を経て活動を行っていたが、2018年2月25日にソウル市内にてファンミーティングを開催し、その場において正式に解散を発表。約7年間の活動を終えた。

## 略歴

### デビュー前
Stellarのデビューは2010年頃から構想されており、当初の想定では日本人の練習生を含む計6名でのデビューが予定されていたが、しかし同時期に、韓国の視聴者参加ツアー「1泊2日」への出演や、ドラマ「ポセイドン」へのキャスティングの決定などで注目を集めていたキム・ガヨンが事務所との専属契約を結んだことにより、構想は5人組グループへと変更された。その後紆余曲折を経て、最終的なメンバーはガヨン、練習生のチョンユル、そして同事務所の音楽デュオ「Honey Dew」のメンバーだったイスルとジョアの4名でのデビューとなった。

### 2011年 - 2013年
STELLARは2011年8月14日にリリースされたデビュー曲「Rocket Girl」でデビューを果たしたが、2012年1月にはメンバーのイスルとジョアが「Honey Dew」での活動への専念のため脱退し、新たなメンバーとしてヒョウンとミンヒの2人が加入することが発表された。2012年2月8日には2ndシングル「UFO」で初のカムバックを果たした。
2013年7月11日、STELLARは3rdシングル「Study」をリリースし、ガオンデジタルチャートでは初のTop100入りを果たすなど、一定の成果を収めた。しかし当時知名度が低かったSTELLARはイベント等にも出演できず、交通費もなく食事も1人分を4人で分けて食べるほどの深刻な資金難に陥っていた。

### 2014年 - 2015年
2014年2月12日、STELLARは1stミニアルバム「Marionette」および同名のタイトル曲となる4枚目のシングル「Marionette」のMVをリリースしたが、MVにおけるメンバー達の露出の多い衣装は多くの物議を醸し、またMVと音楽番組でのパフォーマンスがR19指定を受けるなどしたが、それでも「Marionette」はガオンデジタルチャートとビルボードのK-POチャートで最高でそれぞれ35位と34位にランクインするなと、高い売り上げを記録した。
STELLARはその後の2014年8月と2015年3月にそれぞれシングル「Mask」「Fool」をリリースしたが、MVは以前ほどの扇情性が無かったこともあり思うような結果は得られなかった。しかし2015年7月20日にリリースされた新曲「Vibrato」では再びセクシーな衣装での登場となりまたも議論の的となるも、MVは音楽配信サイトでのMVランクインで1位を獲得するなど、またしても多くの注目を集めた。

### 2016年
2016年1月18日、STELLARは2ndミニアルバム「Sting」および同名のタイトル曲「Sting」でカムバックした。アルバムには以前にリリースしたシングル「Vibrato」も収録されていた。アルバムの制作費用の一部は、韓流クラウドファンディング「Makestar」が主催するキャンペーンの一部によって支援された。当初の目標額は8,418ドルだったがわずか3日間で達成され、最終的には目標額の422％である35,510ドルの収益を集めることに成功した。また4月1日にはSTELLARはソウルのYes24 MUVHALLにて、4月22日にデビュー後初となる単独ライブを開催することを発表し、当日には「Marionette」や「Sting」などの様々なパフォーマンスを披露した他、ライブの模様はAllreh TV、Allreh TV mobile、Goliveconcert.comなどのさまざまなウェブサイトでライブストリーミング配信された。
2016年7月28日、STELLARは7thシングル「Crying」をリリースし、またそのプロモーションではTwitterの公式アカウントにてグループでは初めてとなるMVのティーザービデオを公開した。ニューシングルの制作には、前回のミニアルバムの「Sting」に続いてMakestarの一般向け資金調達プロジェクトによる支援もあり、当初の目標の532％に当たる53,593ドルが支援された。また8月27日には、日本の東京でショーケースを開催し日本デビューを果たした。
2016年12月3日、STELLARは「Stellar 2nd Concert：After Story」と題する2度目となる単独コライブを開催し、また24日には日本にて初めてのライブ公演を行った。

### 2017年 - 2018年
STELLARは2016年末の12月26日に、3rdミニアルバムの制作のために3度目となるMakestarの資金調達キャンペーンを開催し、予定した目標額の10倍を上回る資金を得ることに成功した。またSTELLARは、2017年3月25日にはブラジルのフォルタレーザにて特別サイン会を開催。26日には韓国の女性アイドルグループとしては初となるブラジルでの単独コンサートを開催し、チケットは全て売り切れとなる約1000人の観客の前で舞台を披露した。
5月17日にミニアルバムのリリースは6月下旬となること、また新メンバーが加わる可能性があることなどが明らかにされ、翌日の5月18日には新メンバーのソヨンの加入が発表された。6月20日には発売日およびアルバムと活動曲のタイトルが発表され、そして6月27日、3rdミニアルバム「Stellar into the World」、およびタイトル曲「Archangels of the Sephiroth」のMVがリリースされた。
8月22日にはSTELLARのデビュー6周年を記念して、28日に「Interstellar: Time Travel Through 6 Years」と題した特別コンサートを行うことが発表されたが、その翌日には契約期間の満了につき、初期からのメンバーであるガヨンとチョンユルがグループを脱退することが明らかになった。その数日後の26日には、新メンバーのヨンフンの加入が発表された。ソヨンとヨンフンの2人は、同年にYGエンターテインメントが主催したオーディション番組「Mix Nine」にも参加したが、いずれも途中で脱落した。
2018年2月22日にSTELLARはSNS上にて、25日に「最後の」ファンミーティングを開催することを発表した。そして25日、STELLARは元メンバーのガヨンとチョンユルも含めた全メンバーが集まり、ファンミーティングの場にてメンバー達の口より直接、グループとしての活動を停止することを発表した。

## メンバー
| 名前                      | 本名           | 本名   | 本名     | 本名           | 生年月日               | 出身地                  | 備考                                             |
| 名前                      | 仮名           | 漢字   | ハングル | ローマ字       | 生年月日               | 出身地                  | 備考                                             |
| ------------------------- | -------------- | ------ | -------- | -------------- | ---------------------- | ----------------------- | ------------------------------------------------ |
| ミンヒ MINHEE 민희        | ジュ・ミンヒ   | 朱敏熙 | 주민희   | Ju Min-hee     | 1993年1月3日（32歳）   | 韓国 京畿道城南市       | 「ミニ」と表記されることもある                   |
| ヒョウン HYOEUN 효은      | イ・ヒョウン   | 李孝恩 | 이효은   | Lee Hyo-eun    | 1993年3月16日（32歳）  | 韓国 ソウル特別市瑞草区 |                                                  |
| ソヨン SOYOUNG 소영       | イム・ソヨン   | 林昭瑛 | 임소영   | Lim So-young   | 1993年9月9日（31歳）   | 韓国 ソウル特別市       |                                                  |
| ヨンフン YOUNGHEUN 영흔   | コ・ヨンフン   | 高瑛欣 | 고영흔   | Goh Young-heun | 1994年11月20日（30歳） | 韓国 光州広域市         | 2019年にRaNia、2020年にBLACKSWANとして再デビュー |
| 元メンバー                |                |        |          |                |                        |                         |                                                  |
| イスル LEESEUL 이슬       | キム・イスル   | 金利瑟 | 김이슬   | Kim Lee-seul   | 1990年6月14日（35歳）  | 韓国 慶尚南道           |                                                  |
| ジョア JOA 조아           | チョ・ヨンジン | 趙英珍 | 조영진   | Jo Young-jin   | 1991年8月15日（33歳）  | 韓国 釜山広域市         |                                                  |
| ガヨン GAYOUNG 가영       | キム・ガヨン   | 金佳英 | 김가영   | Kim Ga-young   | 1991年12月2日（33歳）  | 韓国 ソウル特別市江南区 |                                                  |
| チョンユル JEON YOUL 전율 | チョン・ユリ   | 田庾理 | 전유리   | Jeon You-ri    | 1994年3月20日（31歳）  | 韓国 ソウル特別市       |                                                  |

| イスル     |
| ジョア     |
| ガヨン     |
| チョンユル |
| ミンヒ     |
| ヒョウン   |
| ソヨン     |
| ヨンフン   |

## 作品

### ミニアルバム
| No. | タイトル                                 | 収録曲 |
| --- | ---------------------------------------- | --- |
| 1st | Marionette （2014年2月12日）             | 1. Intro（Shooting Star） 2. T.I.E 3. 마리오네트 (Marionette) 4. Guilty 5. 가져 너 다 (Take It All) 6. 공부하세요 (Study) 7. 마리오네트 (Marionette) (inst.) 8. Study (remix) |
| 2nd | 찔려 (Sting) （2016年1月18日）           | 1. Do You Hear Me 2. 찔려 (Sting) 3. Insomnia 4. Love Spell 5. 신데렐라 (Cinderella) 6. 떨려요 (Vibrato)                                                                      |
| 3rd | Stellar Into the World （2017年6月27日） | 1. 세피로트의 나무 (Archangels of the Sephiroth) 2. 왜 때문에 (Why Me) 3. The Wave 4. Twinkle 5. 세피로트의 나무 (Archangels of the Sephiroth) (inst.)                        |

### シングル
| No. | タイトル                             | 収録曲                                                                   |
| --- | ------------------------------------ | ------------------------------------------------------------------------ |
| 1st | Rocket Girl （2011年8月23日）        | 1. 로켓걸 (Rocket Girl) (Feat. エリック) 2. 로켓걸 (Rocket Girl) (Inst.) |
| 2nd | U.F.O （2012年2月8日）               | 1. U.F.O                                                                 |
| 3rd | 공부하세요 (Study) （2013年7月11日） | 1. 공부하세요 (Study) 2. 공부하세요 (Study) (Inst.)                      |
| 4th | MASK （2014年8月21日）               | 1. 마스크 (MASK) 2. 마스크 (MASK) (Inst.)                                |
| 5th | Fool （2015年3月11日）               | 1. 멍청이 (Fool) 2. 멍청이 (Fool) (Inst.)                                |
| 6th | 떨려요 (Vibrato) （2015年7月20日）   | 1. 떨려요 (Vibrato)                                                      |
| 7th | CRY （2016年7月18日）                | 1. Intro 2. 펑펑울었어 (Crying) 3. 벨소리                                |

### ミュージックビデオ
| 年     | MV                                                          |
| ------ | ----------------------------------------------------------- |
| 2011年 | - Rocket Girl - YouTube                                     |
| 2012年 | - UFO - YouTube                                             |
| 2013年 | - Study - YouTube                                           |
| 2014年 | - Marionette - YouTube - Mask - YouTube                     |
| 2015年 | - Fool - YouTube - Vibrato - YouTube                        |
| 2016年 | - Sting - YouTube - Love spell - YouTube - Crying - YouTube |
| 2017年 | - Archangels of the Sephiroth - YouTube                     |

)